# Транспорт в Парагвае
Транспорт в Парагвае — транспортная инфраструктура и транспортные средства Республики Парагвай.

## Автодороги

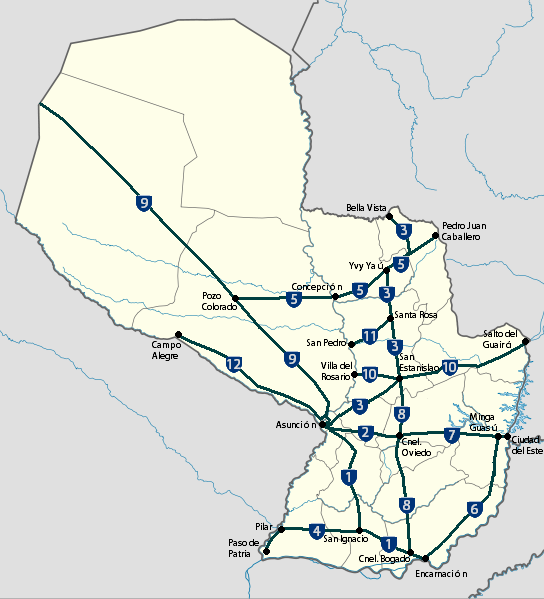
Сеть национальных автодорог Парагвая

По разным оценкам протяжённость сети автомобильных дорог в Парагвае составляет от 30 до 60 тысяч км. Значительная часть автодорог не имеют покрытия (грунтовые), 15 тысяч км дорог имеют твёрдое покрытие.

## Железные дороги
На железных дорогах в Парагвае используется колея 1435 мм. Общая протяжённость дорог — 971 км, из них 441 км с шириной 1435 мм, 60 километров с шириной колеи в 1000 мм.
Имеется железнодорожное сообщение с Аргентиной (ширина колеи совпадает), и с Бразилией (переход колеи на 1000 мм).

## Внутренние водные пути
Основными внутренними водными путями являются реки Парагвай и Парана, по ним перевозится большинство внешнеторговых грузов в Парагвае.

## Порты и гавани
Главный порт страны — Вилетта, расположен неподалёку от столицы Асунсьон.

## Аэропорты
Всего 15 аэропортов Парагвая имеют ВПП с твёрдым покрытием и могут принимать коммерческие авиарейсы. Всего же взлётно-посадочных полос и площадок в стране — 799 (2013).
Аэропорт столицы — Сильвио Петтиросси, другой международный аэропорт — Гуарани (Guaraní International Airport) расположен вблизи города Сьюдад-дель-Эсте.